# Acelerador automático

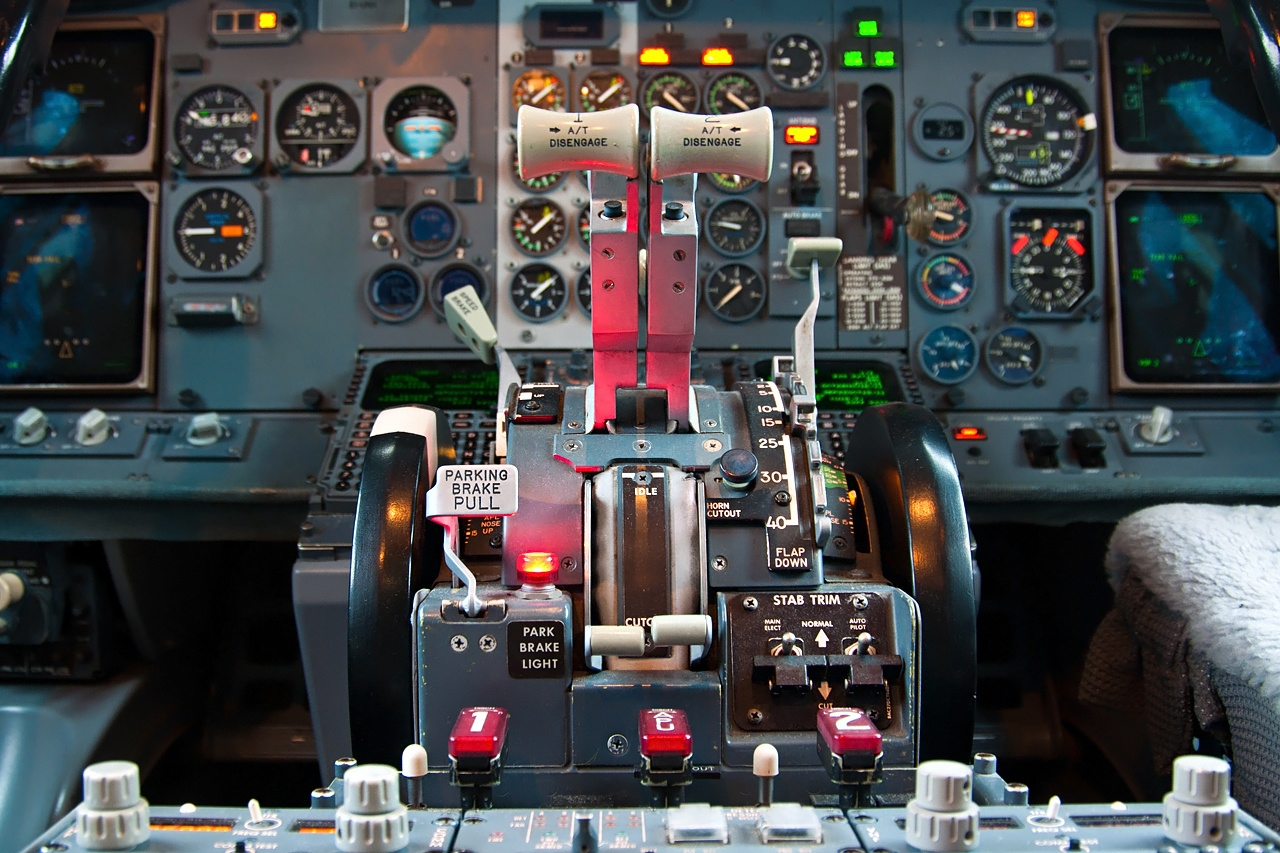
El sistema de aceleración automática controla las palancas de aceleración en un Boeing 737-500.

El acelerador automático (en inglés: autothrottle, también conocido como Autothrust, A/T o A/THR) es un sistema que permite a los pilotos controlar la velocidad de los motores de una aeronave especificando una característica de velocidad de vuelo deseada, en lugar de controlar de forma manual las palancas de potencia.
El acelerador automático puede reducir en gran medida el estrés del piloto, la carga de trabajo del piloto, ahorrar combustible y extender la vida útil del motor midiendo la cantidad precisa de combustible que será necesaria para alcanzar una velocidad aérea indicada como objetivo específico, o la potencia asignada para las diferentes fases del vuelo. El A/T y el AFDS (sistemas de dirección de vuelo automático) pueden funcionar juntos para cumplir con todo el plan de vuelo.

## Historia
El primer acelerador automático, denominado primitivo se instaló por primera vez en versiones posteriores del caza a reacción Messerschmitt Me 262 a finales de la Segunda Guerra Mundial. Sin embargo, la primera aeronave comercial con este sistema (llamado AutoPower) fue el Douglas DC-3 desde 1956. La primera versión tenía la capacidad de mantener el ángulo de ataque constante pero solo la velocidad durante la aproximación final. Cuando se introdujo la posibilidad de mantener la velocidad durante todas las fases del vuelo, se creó el acelerador automático moderno. El North American A-5 Vigilant utilizó un acelerador automático accionado por acelerómetros instalados en la cola de la aeronave que hacían que el acelerador fuera sensible al movimiento del estabilizador horizontal. Esto permitía al piloto ajustar la configuración del acelerador automático durante la aproximación final hasta el aterrizaje solo con el movimiento de la palanca de potencia.
Poco después del éxito de AutoPower, las empresas Sperry (ahora parte de Honeywell) y Collins, comenzaron a competir en el desarrollo de un nuevo acelerador automático, y cada vez más aeronaves y jets comerciales estaban equipados con él.
Actualmente, el acelerador automático suele estar vinculado a un sistema de gestión de vuelo. El sistema FADEC es una extensión del concepto del acelerador automático y controla muchos otros parámetros además del flujo de combustible.

## Uso
En las aeronaves de Boeing, el acelerador automático se puede utilizar en todas las fases del vuelo, desde el despegue, ascenso, crucero, descenso, durante la aproximación final, hasta en el aterrizaje aterrizaje, también se puede usar si el piloto realiza una aproximación fallida. Durante el rodaje, pero como no se considera o forma parte de las fases del vuelo y el acelerador automático no estará funcionando. En la mayoría de los casos, la selección del modo "A/T" es automática sin necesidad de ninguna selección manual a menos que los pilotos cancelen la acción.
Según los procedimientos de vuelo publicados por Boeing, el acelerador automático se debe de activar antes del despegue y se deberá desconectar automáticamente después del aterrizaje. Durante el vuelo, la anulación manual del acelerador automático siempre estará disponible. Al dejar la anulación manual, el acelerador automático recupera el control y el acelerador vuelve a la posición comandada por el mismo acelerador automático, excepto en dos modos de vuelo (exclusivamente solo para aeronaves de Boeing): "IDLE" y "THR HLD". En estos dos modos, el acelerador automático permanece en la posición comandada manualmente por el piloto.

## Modos de uso
Existen dos modos en el que el acelerador automático puede mantener o intentar alcanzar: velocidad y empuje.
- Modo de Velocidad: el acelerador se posiciona para alcanzar una velocidad objetivo establecida, sujeta a márgenes operativos seguros. Por ejemplo, si el piloto selecciona una velocidad objetivo que es menor que la velocidad de pérdida, el sistema de aceleración automática mantiene una velocidad superior a la velocidad de pérdida.

- Modo de Empuje, el motor se mantiene con una potencia fija según las diferentes fases del vuelo. Por ejemplo, durante el despegue, el acelerador automático (A/T) mantiene una potencia de despegue constante hasta que finaliza el modo de despegue. Durante el ascenso, el A/T mantiene una potencia de ascenso constante; en el descenso, el A/T reduce la potencia a la posición de ralentí, y la baja sucesivamente. Cuando el A/T está funcionando en modo de empuje, la velocidad se controla mediante el cabeceo (o el movimiento la palanca de control), y no mediante el mismo acelerador automático. Un altímetro de radar envía datos al acelerador automático en este modo.[1][5]